# Tenthredo
Tenthredo ist eine Gattung aus der Familie der Echten Blattwespen (Tenthredinidae). Carl v. Linné vergab 1758 diesen aus dem altgriechischen (τενθρηδών) stammenden Namen, der etwa „eine Wespe, die ihr Nest in der Erde anlegt“ bedeutet. Er fasste unter diesem Namen eine ganze Reihe von Arten zusammen, die heute zu den Echten Blattwespen, aber auch in so verschiedene Pflanzenwespenfamilien wie Keulhornblattwespen (Cimbicidae) oder Schwertwespen (Xiphydriidae) eingeordnet werden. Typusart der Gattung ist die Braunwurzblattwespe (Tenthredo scrophulariae). Viele Arten der Gattung sind, wie diese, schwarz-gelb „wespenähnlich“ gezeichnet und von ähnlicher Größe wie Faltenwespen; ihnen fehlt aber wie allen Pflanzenwespen die typische Wespentaille der stechenden Verwandtschaft.
Die Gattung ist mit mehreren 100 Arten eine der größten innerhalb der Pflanzenwespen.
In Mitteleuropa ist sie mit etwa 50 Arten vertreten.

## Merkmale
Die Arten sind mit Körperlängen von 10 bis 15 Millimetern mittelgroß und kräftig. Sie sind auffällig gefärbt; neben den bereits erwähnten schwarz-gelben treten schwarz-rote, schwarze mit geringer weißer  oder grüne Arten mit schwarzer Zeichnung auf. Gemeinsames Kennzeichen der Gattung ist die Kombination aus großen Komplexaugen, deren Innenränder nach unten zum Kopfschild hin stark konvergieren und die am Vorderrand meist deutlich vorgezogene Oberlippe. Letzteres Merkmal unterscheidet sie von der Gattung Rhogogaster mit ebenfalls konvergierenden Augen, aber gerade abgestutzter Oberlippe.
Die Fühler sind wie bei fast allen Arten der Familie neungliedrig und ohne auffällige Bildungen, entweder höchstens so lang wie der Kopf und Thorax zusammen und geringfügig verdickt (Tenthredo Linné, 1758; Allantus Jurine, 1801) oder fadenförmig und deutlich länger als Kopf und Thorax zusammen (Tenthredella Rohwer, 1910). Wenige Arten haben gelbe Fühler; meist sind diese schwarz, oft mit aufgehellten basalen Gliedern oder distaler weißer Zeichnung. Die Mandibeln sind groß und kräftig. Die Beine sind ebenfalls normal und ohne auffällige Bildungen; die Hinterhüften und Hinterschenkel sind nicht verlängert, so dass die Hinterschenkelspitze das Abdomenende nicht erreicht (Unterscheidung zur Gattung Macrophya).
Im Vorderflügel hat die Radialzelle eine Querader; Basalader und Ursprung der Cubitalader sind weit voneinander entfernt. Die längliche Zelle am Hinterrand (Analzelle) des Vorderflügels hat eine gerade Querader.
Einige Arten sind auf Grund ihrer charakteristischen Färbung ohne weiteres und ohne Hilfsmittel sofort zu erkennen (z. B. Tenthredo temula: Grundfarbe schwarz, 3. Abdominaltergit durchgängig breit gelb gezeichnet, 4. an den Seiten gelb, in der Mitte schwarz), bei anderen sind die Färbungsmerkmale deutlich diffiziler bzw. ist zur sicheren Determination die Präparation der Säge notwendig („arcuata-schaefferi-Komplex“).
Fast alle Weibchen bzw. viele Männchen lassen sich mit dem leicht zugänglichen Schlüssel im „Stresemann“ bestimmen.

## Lebensweise
Die Tiere fliegen ab Mai bis in den Hochsommer. Viele Imagines leben räuberisch, sie sind nicht selten im Hochsommer auf Blüten von Doldenblütlern anzutreffen, auf denen sie kleinere Insekten erbeuten können. Andere Imagines sind regelmäßig in der Nähe der Nahrungspflanze der Larven anzutreffen (z. B. Tenthredo scrophulariae an Scrophularia (Braunwurzen); Tenthredo solitaria an Zypressen-Wolfsmilch (Euphorbia cyparissias). Tenthredo koehleri ist häufig in Geranien– oder Hahnenfuß-Blüten zu sehen; die Larve lebt an Schaumkräutern (Cardamine)). Im Allgemeinen leben die Larven versteckt an ihren Nahrungspflanzen.
Für erhebliche Verwirrung der Zuordnung der Nahrungspflanzen hat die Beobachtung gesorgt, dass die Weibchen mit ihrem Legebohrer Eier in das Pflanzengewebe verschiedener Pflanzen ablegen. Der daraus gezogene Schluss, die Arten seien polyphag, ist mindestens in einigen inzwischen bekannten Fällen fraglich: Die Eilarven verlassen die Ablagepflanze schleunigst, um ihre eigentliche Nahrungspflanze aufzusuchen. In einigen Fällen ist die Monophagie bzw. Oligophagie seit langem bekannt (z. B. Tenthredo sulphuripes an Sichelblättrigem Hasenohr (Bupleurum falcatum)), in anderen gibt es Hinweise, dass bestimmte Teile morphologisch variabler „Arten“ biologisch durch unterschiedliche Nahrungspflanzenwahl getrennt sind.

## Verbreitung
Die Gattung ist holarktisch verbreitet. In Europa kommen (mindestens) 102 Arten sowie sieben Unterarten vor, aus Nordamerika sind etwa 120 Arten bekannt. Ein Schwerpunkt der Artenvorkommen scheint im Kaukasus, ein weiterer in Ostasien zu liegen. In Japan, China und Indien wurden und werden aktuell pro Jahr mehrere neue Arten entdeckt und beschrieben. Aus Spanien wurde 2013 ebenfalls eine neue Art beschrieben.

## Vorkommen
Auffällig ist, dass die einzelnen Arten der Gattung offensichtlich an verschiedene Höhenstufen gebunden sind. Während im Flachland einige Arten (z. B. Tenthredo campestris, Tenthredo mesomela, Tenthredo notha) häufig sind, kommen im collinen Bereich Arten wie Tenthredo ferruginea oder Tenthredo koehleri hinzu. Erst ab der montanen Stufe treten Tenthredo crassa oder Tenthredo velox auf, alpin ist Tenthredo korabica. Die größte Artenvielfalt wird in der collinen/montanen Zone erreicht.

## Systematik
Von Enslin stammt die Aussage zur Gattung Allantus und Tenthredo: „Der Gattungsbegriff erscheint mir als etwas außerordentlich zweckmäßiges zur Ordnung und Registrierung der Arten, aber als etwas ziemlich künstliches; was vor zwei hundert Jahren als eine Gattung galt, ist heute in hundert und mehr ‚Gattungen‘ gespalten und in aber hundert Jahren wird sich der heutige Gattungsbegriff wohl noch wesentlich weiter verändert haben, ein Zeichen, dass er eben nichts fest begrenztes, in der Natur selbst liegendes ist, sondern nur eine willkürliche Zusammenfassung gewisser Charaktere zu einer Gruppe.“
Die Systematik innerhalb der Gattung ist nach wie vor ungeklärt. Die frühere, für Mittel- und Westeuropa durchaus vertretbare Unterteilung in zwei Gattungen (Tenthredo Linné (kurze, leicht gekeulte Fühler, gedrungener Körperbau, meist schwarz-gelb gezeichnet) und Tenthredella Rohwer (für die schlankeren Arten mit längeren, fadenförmigen Fühlern)) ist schon bei Betrachtung osteuropäischer Arten nicht zu halten. Die verschiedenen Vorschläge zur Unterteilung der großen Gattung sind auch heute noch nicht zufriedenstellend ausdiskutiert.

## Arten in Europa
Folgende 102 Arten sind aus Europa bekannt:
- Tenthredo (Endotethryx) adusta Motschulsky, 1866
- Tenthredo (Tenthredo) albiventris (Mocsary, 1880)
- Tenthredo (Tenthredo) algoviensis Enslin, 1912
- Tenthredo (Zonuledo) amoena Gravenhorst, 1807 – an Hypericum
- Tenthredo (Tenthredella) amurica Dalla Torre, 1894
- Tenthredo (Tenthredo) arctica (C. G. Thomson, 1870)
- Tenthredo (Tenthredo) arcuata Forster, 1771 – an Trifolium
- Tenthredo (Elinora) arida (Lacourt, 1995)
- Tenthredo (Tenthredella) asperrima Lacourt, 1980
- Tenthredo (Tenthredella) atra Linnaeus, 1758
- Tenthredo (Elinora) baetica Spinola, 1843 – an Raphanus
- Tenthredo (Tenthredella) balteata Klug, 1817
- Tenthredo (Cephaledo) bifasciata O. F. Müller, 1766
- Tenthredo (Tenthredella) bipunctula Klug, 1817 – an Petasites
- Tenthredo (Zonuledo) bizonula (Enslin, 1910)
- Tenthredo (Tenthredella) borea Enslin, 1919
- Tenthredo (Tenthredo) brevicornis (Konow, 1886) – an Lotus
- Tenthredo (Endotethryx) campestris Linnaeus, 1758 – an Aegopodium
- Tenthredo (Elinora) canariensis (Schedl, 1979)
- Tenthredo (Elinora) caspia (Ed. Andre, 1881)
- Tenthredo (Cephaledo) caucasica Eversmann, 1847
- Tenthredo (Elinora) clathrata Enslin, 1912
- Tenthredo (Tenthredella) colon Klug, 1817 – an Circaea
- Tenthredo (Elinora) confusa Serville, 1823
- Tenthredo (Elinora) contigua (Konow, 1894)
- Tenthredo (Cephaledo) costata Klug, 1817
- Tenthredo (Endotethryx) crassa Scopoli, 1763 – an Angelica
- Tenthredo (Tenthredella) cunyi Konow, 1886
- Tenthredo (Elinora) dahlii Klug, 1817
- Tenthredo (Tenthredella) decens Zhelochovtsev, 1939
- Tenthredo (Tenthredo) devia (Konow, 1900)
- Tenthredo (Maculedo) diana Benson, 1968
- Tenthredo (Zonuledo) distinguenda (Stein, 1885)
- Tenthredo (Olivacedo) eburata Konow, 1900
- Tenthredo (Tenthredella) eburneifrons W. F. Kirby, 1882
- Tenthredo (Tenthredella) enslini (Schirmer, 1913)
- Tenthredo (Cephaledo) excellens (Konow, 1886)
- Tenthredo (Tenthredella) fagi Panzer, 1798 – an Corylus
- Tenthredo (Tenthredella) ferruginea Schrank, 1776
- Tenthredo (Elinora) flaveola Gmelin, 1790 – an Brassica
- Tenthredo (Zonuledo) flavipennis Brullé, 1832
- Tenthredo (Paratenthredo) frauenfeldii Giraud, 1857
- Tenthredo (Paratenthredo) giraudi (Taeger, 1991)
- Tenthredo (Tenthredella) ignobilis Klug, 1817 – an Sedum
- Tenthredo (Tenthredo) jacutensis (Konow, 1897)
- Tenthredo (Cephaledo) jelochovcevi Vassilev, 1971
- Tenthredo (Elinora) koehleri Klug, 1817 – an Cardamine
- Tenthredo (Tenthredo) korabica Taeger, 1985
- Tenthredo (Zonuledo) lacourti Taeger, 1991
- Tenthredo (Tenthredo) largiflava (Enslin, 1910)
- Tenthredo (Elinora) limbalis Spinola, 1843
- Tenthredo (Tenthredella) livida Linnaeus, 1758 – an Arctium
- Tenthredo (Elinora) llorentei (Lacourt, 1995)
- Tenthredo (Tenthredella) luteipennis Eversmann, 1847
- Tenthredo (Tenthredo) luteocincta Eversmann, 1847
- Tenthredo (Maculedo) maculata Geoffroy, 1785 – an Dactylis
- Tenthredo (Elinora) maculipes Serville, 1823
- Tenthredo (Tenthredella) mandibularis Fabricius, 1804 – an Petasites
- Tenthredo (Tenthredo) marginella Fabricius, 1793 – an Mentha
- Tenthredo (Eurogaster) mariae Aguado, 2013
- Tenthredo (Paratenthredo) merceti (Konow, 1905)
- Tenthredo (Cephaledo) meridiana Serville, 1823
- Tenthredo (Eurogaster) mesomela Linnaeus, 1758 – an Epilobium u. a.
- Tenthredo (Eurogaster) microps Konow, 1903
- Tenthredo (Eurogaster) mioceras (Enslin, 1912)
- Tenthredo (Tenthredella) moniliata Klug, 1817 – an Menyanthes
- Tenthredo (Paratenthredo) monozonus (Kriechbaumer, 1869)
- Tenthredo (Cephaledo) neobesa Zombori, 1980
- Tenthredo (Tenthredella) nevadensis Lacourt, 1980
- Tenthredo (Tenthredo) nigripleuris (Enslin, 1910)
- Tenthredo (Tenthredo) notha Klug, 1817
- Tenthredo (Tenthredella) nympha Pesarini, 1999
- Tenthredo (Eurogaster) obsoleta Klug, 1817 – an Plantago
- Tenthredo (Olivacedo) olivacea Klug, 1817
- Tenthredo (Tenthredo) omissa (Forster, 1844) – an Plantago
- Tenthredo (Tenthredella) procera Klug, 1817 – an Petasites
- Tenthredo (Tenthredo) propinqua Klug, 1817
- Tenthredo (Tenthredo) pyrenaea Taeger & Schmidt, 1992
- Tenthredo (Tenthredella) rubricoxis (Enslin, 1912) – an Senecio
- Tenthredo (Elinora) sabariensis (Mocsary, 1880)
- Tenthredo (Tenthredo) schaefferi Klug, 1817
- Tenthredo (Tenthredo) scrophulariae Linnaeus, 1758 – an Scrophularia
- Tenthredo (Murciana) sebastiani (Lacourt, 1988)
- Tenthredo (Cephaledo) segmentaria Fabricius, 1798
- Tenthredo (Elinora) semirufa (Ed. Andre, 1881)
- Tenthredo (Tenthredella) silensis A. Costa, 1859
- Tenthredo (Tenthredella) simplex Dalla Torre, 1882
- Tenthredo (Tenthredella) sobrina Eversmann, 1847
- Tenthredo (Tenthredella) solitaria Scopoli, 1763 – an Euphorbia cyparissias
- Tenthredo (Tenthredo) sulphuripes (Kriechbaumer, 1869) – an Bupleurum falcatum
- Tenthredo (Temuledo) temula Scopoli, 1763 – an Ligustrum
- Tenthredo (Tenthredo) thompsoni (Curtis, 1839)
- Tenthredo (Maculedo) trabeata Klug, 1817 – an Cicerbita
- Tenthredo (Tenthredo) umbrica Benson, 1959
- Tenthredo (Tenthredella) velox Fabricius, 1798 – an Alnus
- Tenthredo (Tenthredo) vespa Retzius, 1783 – an Acer
- Tenthredo (Maculedo) vespiformis Schrank, 1781
- Tenthredo (Elinora) vilarrubiai (Conde, 1935)
- Tenthredo (Tenthredo) violettae Lacourt, 1973
- Tenthredo (Elinora) xanthopus Spinola, 1843
- Tenthredo (Tenthredo) zona Klug, 1817 – an Hypericum
- Tenthredo (Zonuledo) zonula Klug, 1817 – an Hypericum